# The Hardship of Miles Standish
The Hardship of Miles Standish est un cartoon réalisé par Friz Freleng, sorti en 1940.
Il met en scène Elmer Fudd.